# Готфрид V (Епщайн)
Готфрид V фон Епщайн (на немски: Gottfried V von Eppstein; * ок. 1318; † между 4 август 1336 и 9 октомври 1341) е господар на Епенщайн.

## Произход
Той е син на Готфрид IV фон Епенщайн († пр. 1342) и втората му съпруга Лорета фон Даун-Оберщайн († сл. 1361), вдовица на Годелман фон Дорсвайлер-Морсберг († 1314), дъщеря на Вирих II фон Даун, господар на Оберщайн-Ландщул († 14 април 1299). Брат е на Лорета († 1353), омъжена през 1341 г. за граф Гунтер XI фон Кафернбург († 1371), и на Изенгард († сл. 1365), омъжена ок. 1330 г. за граф Енгелберт II фон Цигенхайн († 1342).

## Фамилия
Готфрид V се жени през 1328 г. за Лукарда (Лиутгард) Райц фон Бройберг (* 1304; † 1366), вдовица на Конрад V фон Вайнсберг († 1328), дъщеря-наследничка на Еберхард III фон Бройберг († 1323) и графиня Мехтилд фон Валдек. Тя донася една осма от господството Бройберг. Те имат децата:
- Готфрид VI († 1355/1357)
- Еберхард I († 1391), господар на Епенщайн